# Denekia
Denekia je monotipski rod glavočika,  dio tribusa Astereae.. Jedina vrsta je stoloniferna biljka D. capensis iz južne tropske i Južne Afrike.

## Ime
Rod je dobio ime po njemačkom botaničaru Carlu Henryju Denekeu (1735–1803), a sama vrsta po južnoafričkim provincijama Cape.

## Opis
To je jednogodišnja ili kratkotrajna višegodišnja biljka, visoka do 70 cm. Stabljike jednostavne, žljezdaste. Lišće usko oblancetasto, odozdo baršunasto bijelo; rub nazubljen. Cvatovi u gustim završnim glavicama. Kapitula bijela do ljubičastoplava. Brakteje često crvenkaste. Listovi naizmjenični.